# Punk Goes 90s Vol. 2
Punk Goes 90s Vol. 2 is het vijftiende compilatiealbum uit de Punk Goes... serie uitgegeven door Fearless Records. Het album bevat covers van populaire nummers uit de jaren 90, gespeeld door post-hardcore, metalcore en poppunk bands. Het is uitgegeven op 1 april 2014.

## Nummers
1. "My Own Worst Enemy" (Lit) - Get Scared
2. "Interstate Love Song" (Stone Temple Pilots) - Memphis May Fire
3. "Closer" (Nine Inch Nails) - Asking Alexandria
4. "Everlong" (Foo Fighters) - The Color Morale
5. "All Star" (Smash Mouth) - Chunk! No, Captain Chunk!
6. "Comedown" (Bush) - Mayday Parade
7. "Du Hast" (Rammstein) - Motionless in White
8. "Today" (The Smashing Pumpkins) - Yellowcard
9. "Torn" (Ednaswap) - Hands Like Houses
10. "Southtown" (P.O.D.) - The Ghost Inside
11. "Gangsta’s Paradise" (Coolio) - Falling in Reverse
12. "Good Riddance (Time of Your Life)" (Green Day) - Ice Nine Kills

Punk Goes Metal ·
Punk Goes Pop ·
Punk Goes Acoustic ·
Punk Goes 80's ·
Punk Goes 90's ·
Punk Goes Acoustic 2 ·
Punk Goes Crunk ·
Punk Goes Pop Volume Two ·
Punk Goes Classic Rock ·
Punk Goes Pop Volume 03. ·
Punk Goes X ·
Punk Goes Pop Volume 4 ·
Punk Goes Pop Volume 5 ·
Punk Goes Christmas ·
Punk Goes 90s Vol. 2 ·
Punk Goes Pop Vol. 6 ·
Punk Goes Pop Vol. 7